# Katolički školski centar Don Bosco u Žepču
Katolički školski centar Don Bosco je rimokatolička školska ustanova redovnika salezijanaca u Žepču. Dio je Sustava katoličkih škola za Europu. Vode ju salezijanci Hrvatske salezijanske provincije sa sjedištem u Zagrebu.

## Povijest
Ordinarijata Vrhbosanske nadbiskupije i općinskih vlasti Žepča pozvao je ratne 1994. Hrvatsku salezijansku provinciju da preuzme brigu oko izgradnje i vođenja ovog centra. 1995. godine stigla je prva skupina salezijanaca. Priključili su se odgojno-obrazovnom rad u srednjoj školi.
Žepačka općina darovala je zemljište u ulici Stjepana Radića bb uz rijeku Bosnu za izgradnju, površine 70.000 m2. Godine 1997. položen je kamen temeljac Katoličkoga školskog centra. 1999. je proradila Tehničko-obrtnička škola. Na godinu je proradila Opća gimnazija. Upravna zgrada izgrađena je 2003. i prostori za salezijansku zajednicu. Nova školska radionica gradi se od 2004. godine.
KŠC je dio mreže katoličkih škola u BiH. Promiče ih msgr. Pero Sudar, pomoćni biskup Vrhbosanske nadbiskupije. Danas u KŠC radi 60 djelatnika i u sklopu Centra dvije srednje škole, Tehničko-obrtničku školu koju pohađa 272 učenika i Opću gimnaziju koju pohađa 198 učenika.

## Vanjske poveznice
- KŠC Don Bosco
- Salezijanski oratorij
- KŠC Don Bosco - Obavijesti - Početna - Facebook